# Simone de Montmollin
Pour les articles homonymes, voir de Montmollin.
Simone de Montmollin, née le 20 juillet 1968 à Lausanne (originaire de plusieurs communes neuchâteloises, de Provence et de Sigriswil, binationale germano-suisse), est une personnalité politique suisse, membre du parti libéral-radical.
Elle est députée du canton de Genève au Conseil national depuis fin 2019.

## Biographie
Simone de Montmollin, née Simone Götz, voit le jour le 20 juillet 1968 à Lausanne, d'un père allemand originaire de Neustadt an der Weinstraße, arrivé en Suisse dans les années 1950. Elle est la cadette d'une famille de quatre enfants. Elle est originaire de plusieurs communes ou anciennes communes du canton de Neuchâtel (La Brévine, La Chaux-de-Fonds, Dombresson, Montmollin, Neuchâtel et Milvignes ; Auvernier, Corcelles, Corcelles-Cormondrèche, Les Geneveys-sur-Coffrane et Valangin) et d'une commune vaudoise (Provence) par son mari et de Sigriswil (BE) par sa mère. Elle possède également la nationalité allemande.
Après une enfance à Mies et la perte de son père à l'âge de 12 ans, elle fait un apprentissage en pharmacie, qu'elle interrompt au bout de deux mois, puis suit une formation d'assistante médicale. Après un premier emploi à la Société européenne de cardiologie, qu'elle occupe pendant trois ans, elle fonde en 1991 une entreprise dans la communication médicale, Götz & Cie Cardio diffusion, dont elle assure la direction jusqu'en 1996. Elle obtient en parallèle un diplôme de gestion d'entreprise.
Elle se réoriente ensuite dans le domaine du vin et passe son diplôme d'œnologue à l'école d'ingénieurs de Changins en 2001,, après avoir obtenu sa maturité en candidate libre. Elle reprend la rédaction du journal des diplômés de Changins « Objectif » en 2003. Elle dirige l'Union suisse des œnologues de 2003 à 2019 et occupe un poste de spécialiste communication à Agroscope de 2014 a 2017. Elle préside le comité d'organisation du 42e Congrès mondial de la vigne et du vin qui s'est déroulé à Genève en 2019.
Elle est mariée et mère de deux filles, nées en 2002 et 2007,. Son mari, Alexandre de Montmollin, est œnologue à l'État de Genève,,.

## Parcours politique
Elle est choisie en 2008 pour l'assemblée constituante genevoise sous l'étiquette libéraux et indépendants ; elle participe à la commission sur les tâches de l'État et œuvre avec succès en faveur de l'introduction d'un article constitutionnel sur l'agriculture[réf. nécessaire].
Elle est ensuite élue en 2013 au Grand Conseil de son canton pour le PLR. Elle siège dans les commissions de l'environnement et de l'agriculture, et de gestion. Elle est réélue en 2018 avec 21 682 suffrages, le 5e meilleur score du canton,.
Candidate aux élections fédérales de 2019, elle est élue conseillère nationale avec 32 402 suffrages, le 2e meilleur score du canton. Elle est membre de la Commission de la science, de l'éducation et de la culture (CSEC). Elle est réélue en octobre 2023, obtenant le meilleur score de l'ensemble des candidats du canton.